# Phablet

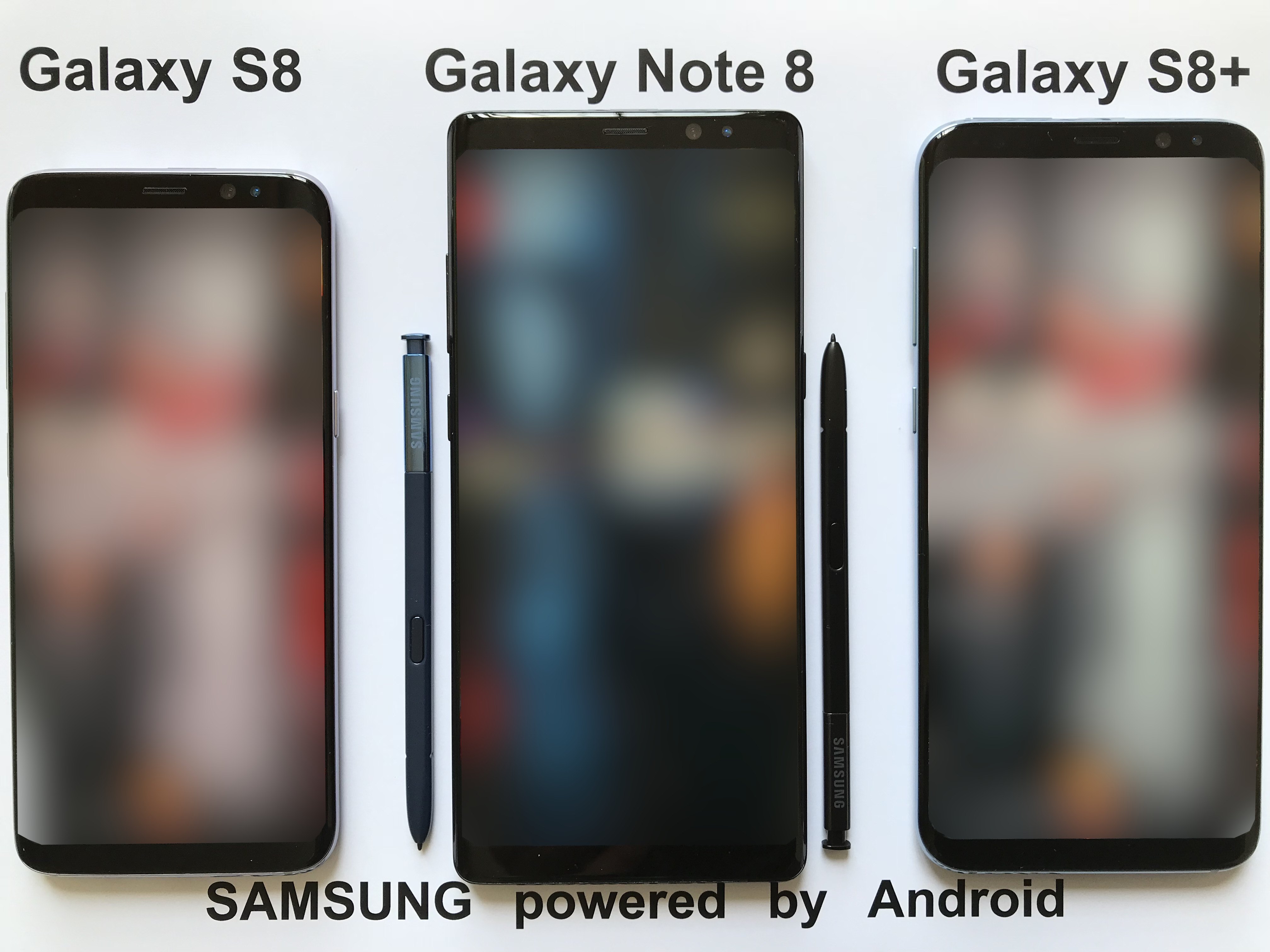
Samsung Galaxy sorozat (S8, Note 8, és a S8 + a képen)

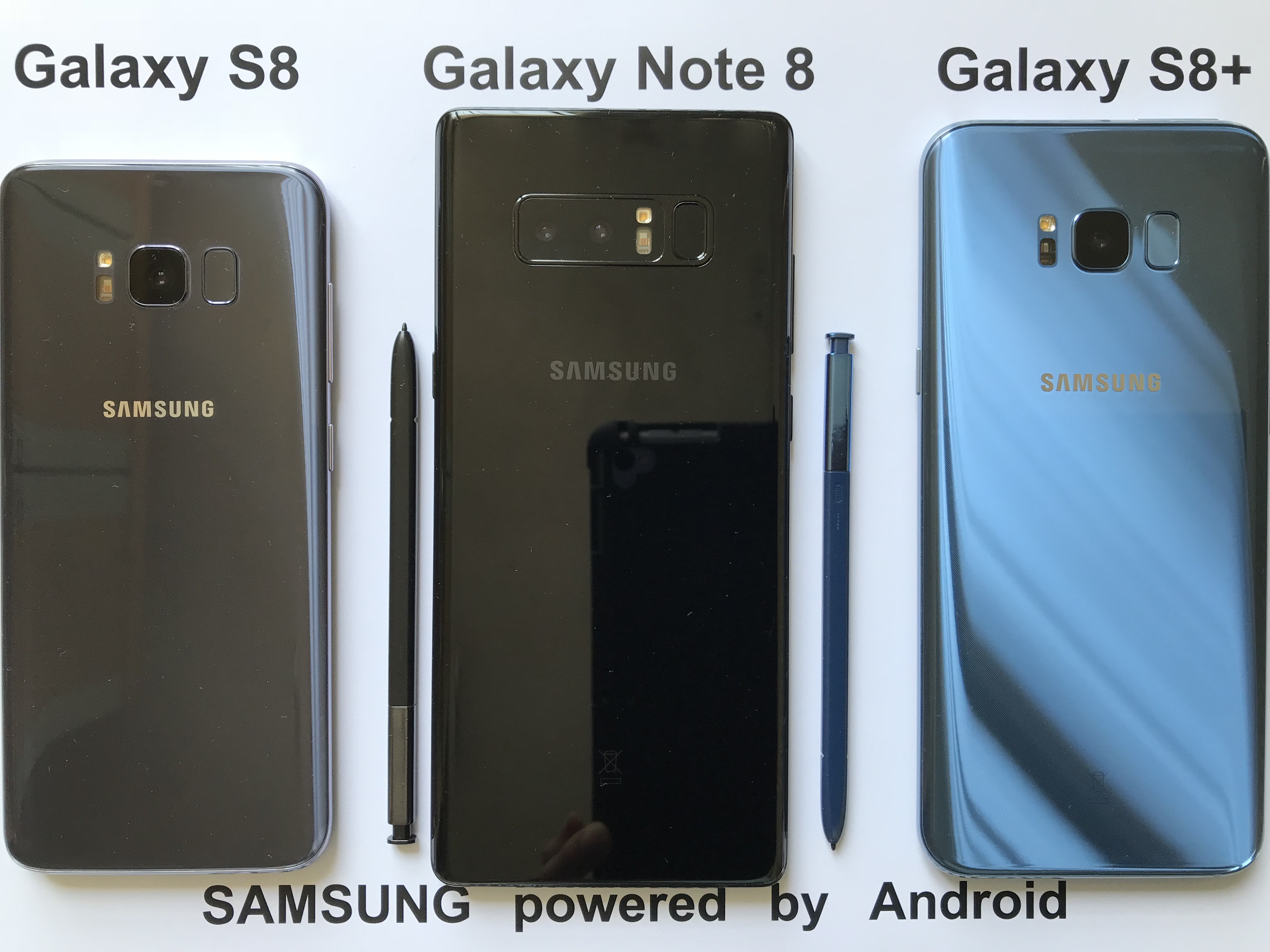
Samsung Galaxy sorozat (S8, Note 8, és a S8 + a képen)

A phablet a mobilok olyan osztálya, mely az okostelefonok és a tabletek között helyezkedik el. A phablet szó egy szóösszerántás a phone és a tablet szavakból. A phabletek népszerűsége 2012-ben nőtt meg, miután megjelent a Samsung Galaxy Note II. Számos okostelefon-gyártótól jelentek meg készülékek azóta, például a Lenovo, LG, HTC, Huawei, és a Sonytól is. A Samsung 2012-ben több mint 25.6 millió phabletet értékesített. 2014-ben utolérte az asztali számítógépek és a laptopok értékesítési adatait. A The New York Times szerint a phablet válhat a domináns számítástechnikai eszközzé a jövőben.

## Definíció
A jelenlegi készülékek jellemzően 6.5 hüvelyk (170mm) és 7 hüvelyk (180mm) közötti kijelzővel rendelkeznek. A jelenlegi zászlóshajó készülékek az iPhone 13 pro.max, Xiaomi mi 11 ultra, és a Samsung Galaxy S21 ultra.

## Előzmények

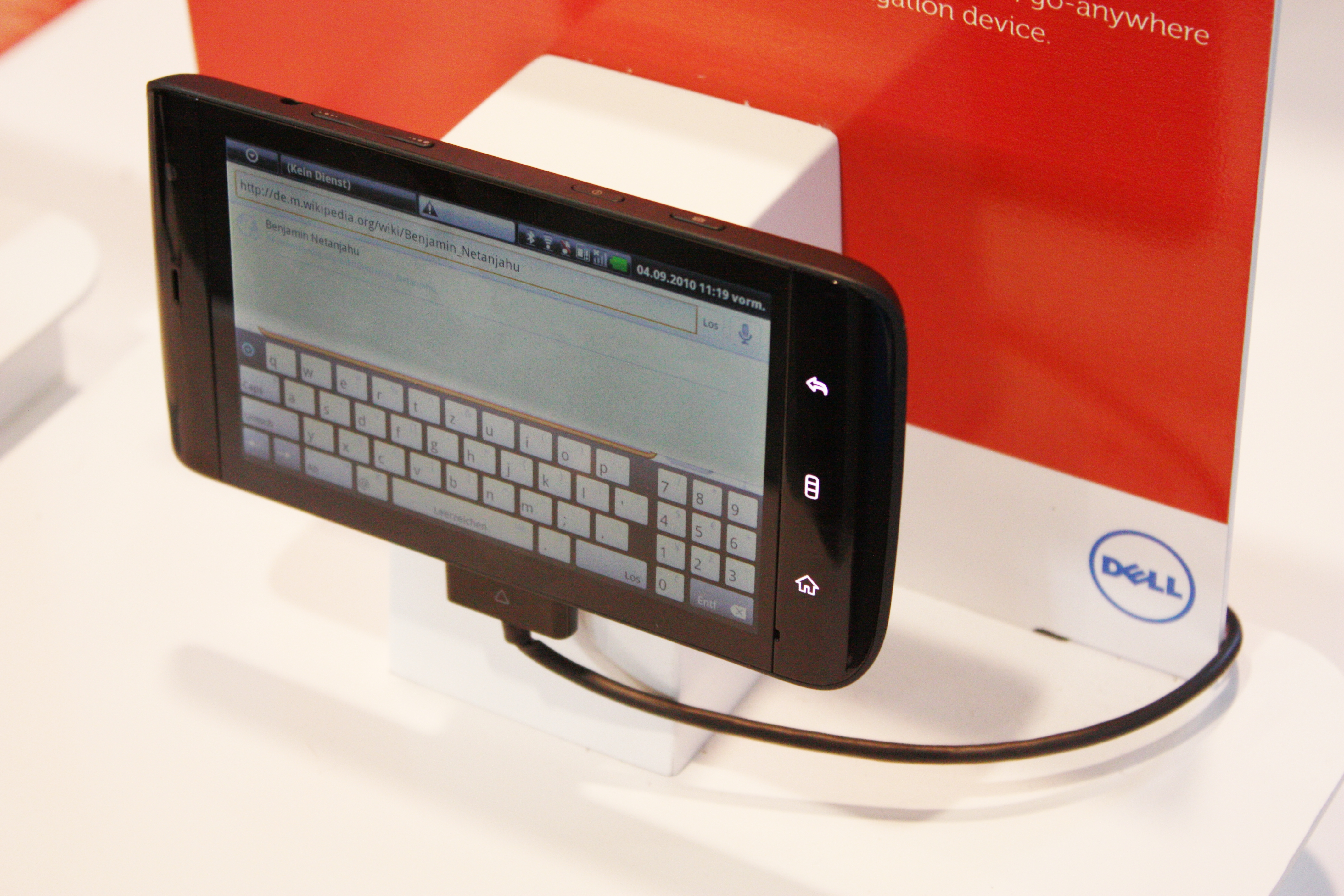
A Dell Streak vegyes kritikát kapott a nagy méret és a design miatt.

Az amerikai PC Magazine szerint az 1993-as AT & T EO 440 tekinthető az első phabletnek.
Majd ezek az eszközök követték: 
- 2007 HTC Advantage (5.0 hüvelykes képernyő)
- 2007  Nokia N810WiMAX Edition (4.13" képernyő)
- 2009 Verizon Hub (7.0" képernyő)
- 2010 LG GW990 (4.8" képernyő)
- 2010 Dell Streak (5.0" képernyő)
- 2011 Dell Streak 7 (7.0" képernyő)
- 2011 Acer Iconia Smart (4.8" képernyő)
- 2011 Samsung Galaxy Player 5 (5.0" képernyő)
- 2011 Pantech Pocket
- 2011 Samsung Galaxy Note (5.3" képernyő)

A Sony Mobile 2013-ban lépett be a phablet piacra a Sony Xperia Z Ultra készülékével. 
2014 szeptemberében kiadta az iPhone az első phabletjét, az iPhone 6 Plust.

## Eszközök
| Márka                  | Modell                                    | Képernyőméret                               | Operációs rendszer |
| ---------------------- | ----------------------------------------- | ------------------------------------------- | ------------------ |
| Akyumen                | Holofone                                  | 7,0 hüvelyk (18 cm)                         | Windows 10/Android |
| Apple                  | iPhone 6 Plus                             | 5,5 hüvelyk (14 cm)                         | iOS                |
| Apple                  | iPhone 6S Plus                            | 5,5 hüvelyk (14 cm)                         | iOS                |
| Apple                  | iPhone 7 Plus                             | 5,5 hüvelyk (14 cm)                         | iOS                |
| Archos                 | Archos 64                                 | 6,4 hüvelyk (16 cm)                         |                    |
| ASUS                   | Fonepad Note 6                            | 6,0 hüvelyk (15 cm)                         | Android            |
| ASUS                   | Zenfone 2                                 | 5,5 hüvelyk (14 cm)                         | Android            |
| ASUS                   | Zenfone 6                                 | 6,0 hüvelyk (15 cm)                         | Android            |
| ASUS                   | Zenfone Max                               | 5,5 hüvelyk (14 cm)                         | Android            |
| ASUS                   | Zenfone Zoom                              | 5,5 hüvelyk (14 cm)                         | Android            |
| BlackBerry             | Priv                                      | 5,43 hüvelyk (13,8 cm)                      |                    |
| BLU Products           | Pure XL                                   | 6 hüvelyk (15 cm)                           |                    |
| Elephone               | M1                                        | 5,5 hüvelyk (14 cm)                         |                    |
| Elephone               | M3 Pro                                    | 5,5 hüvelyk (14 cm)                         |                    |
| Elephone               | P20                                       | 5,5 hüvelyk (14 cm)                         |                    |
| Elephone               | P8000                                     | 5,5 hüvelyk (14 cm)                         |                    |
| Elephone               | P9000                                     | 5,5 hüvelyk (14 cm)                         |                    |
| Elephone               | P9000 Edge                                | 5,5 hüvelyk (14 cm)                         |                    |
| Elephone               | S2 Plus                                   | 5,5 hüvelyk (14 cm)                         |                    |
| Elephone               | S3                                        | 5,2 hüvelyk (13 cm)                         |                    |
| Elephone               | Vowney Lite                               | 5,5 hüvelyk (14 cm)                         |                    |
| Google                 | Nexus 6                                   | 5,96 hüvelyk (15,1 cm)                      | Android            |
| Google                 | Nexus 6P                                  | 5,7 hüvelyk (14 cm)                         | Android            |
| Google                 | Pixel XL                                  | 5.5 inches (14 cm)                          | Android            |
| Hewlett-Packard        | Elite x3                                  | 5,96 hüvelyk (15,1 cm)                      | Windows 10 mobile  |
| HTC                    | Desire 816 / 816G                         | 5,5 hüvelyk (14 cm)                         |                    |
| HTC                    | Desire 820 / 820S / 820G / 820Q           | 5,5 hüvelyk (14 cm)                         |                    |
| HTC                    | One E9 / E9+                              | 5,5 hüvelyk (14 cm)                         |                    |
| HTC                    | One Max                                   | 5,9 hüvelyk (15 cm)                         |                    |
| Huawei                 | Ascend G7                                 | 5,5 hüvelyk (14 cm)                         |                    |
| Huawei                 | Ascend G730                               | 6,1 hüvelyk (15 cm)                         |                    |
| Huawei                 | Ascend Mate                               | 6,1 hüvelyk (15 cm)                         |                    |
| Huawei                 | Ascend Mate 2                             | 6,2 hüvelyk (16 cm)                         |                    |
| Huawei                 | Ascend Mate 7                             | 6,0 hüvelyk (15 cm)                         |                    |
| Huawei                 | G8                                        | 5,5 hüvelyk (14 cm)                         |                    |
| Huawei                 | Honor 4X                                  | 5,5 hüvelyk (14 cm)                         |                    |
| Huawei                 | Honor 6 Plus                              | 5,5 hüvelyk (14 cm)                         |                    |
| Huawei                 | MediaPad X1                               | 7,0 hüvelyk (18 cm)                         |                    |
| Huawei                 | MediaPad X2                               | 7,0 hüvelyk (18 cm)                         |                    |
| Huawei                 | Mate 8                                    | 6 hüvelyk (15 cm)                           |                    |
| Huawei                 | Mate S                                    | 5,5 hüvelyk (14 cm)                         |                    |
| Huawei                 | P8 Max                                    | 6,8 hüvelyk (17 cm)                         | Android            |
| Lenovo                 | A7000                                     | 5,5 hüvelyk (14 cm)                         |                    |
| Lenovo                 | A850                                      | 5,5 hüvelyk (14 cm)                         |                    |
| Lenovo                 | A880 / A889                               | 6,0 hüvelyk (15 cm)                         |                    |
| Lenovo                 | K3 Note                                   | 5,5 hüvelyk (14 cm)                         |                    |
| Lenovo                 | K80                                       | 5,5 hüvelyk (14 cm)                         |                    |
| Lenovo                 | K900                                      | 5,5 hüvelyk (14 cm)                         |                    |
| Lenovo                 | P90                                       | 5,5 hüvelyk (14 cm)                         |                    |
| Lenovo                 | Phab                                      | 6,98 hüvelyk (17,7 cm)                      | Android            |
| Lenovo                 | Phab 2                                    | 6,4 hüvelyk (16 cm)                         | Android            |
| Lenovo                 | Phab 2 Pro                                | 6,4 hüvelyk (16 cm)                         | Android            |
| Lenovo                 | Phab Plus                                 | 6.8 inches (17 cm)                          | Android            |
| Lenovo                 | S856                                      | 5,5 hüvelyk (14 cm)                         |                    |
| Lenovo                 | S930 / S939                               | 6,0 hüvelyk (15 cm)                         |                    |
| Lenovo                 | Vibe Z                                    | 5,5 hüvelyk (14 cm)                         |                    |
| Lenovo                 | Vibe Z2                                   | 5,5 hüvelyk (14 cm)                         |                    |
| Lenovo                 | Vibe Z2 Pro                               | 6 hüvelyk (15 cm)                           |                    |
| Lenovo                 | ZUK Z1                                    | 5,5 hüvelyk (14 cm)                         |                    |
| LG Electronics         | G3                                        | 5,5 hüvelyk (14 cm)                         |                    |
| LG Electronics         | G4                                        | 5,5 hüvelyk (14 cm)                         |                    |
| LG Electronics         | G4 Stylus                                 | 5,7 hüvelyk (14 cm)                         |                    |
| LG Electronics         | G Flex                                    | 6,0 hüvelyk (15 cm)                         |                    |
| LG Electronics         | G Flex 2                                  | 5,5 hüvelyk (14 cm)                         |                    |
| LG Electronics         | G Pro 2                                   | 5,9 hüvelyk (15 cm)                         |                    |
| LG Electronics         | Optimus G Pro                             | 5,5 hüvelyk (14 cm)                         |                    |
| LG Electronics         | V10                                       | 5,7 hüvelyk (14 cm)                         |                    |
| Meizu                  | MX5                                       | 5,5 hüvelyk (14 cm)                         |                    |
| Micromax/YU            | Canvas Doodle 3                           | 6 hüvelyk (15 cm)                           |                    |
| Micromax/YU            | Canvas Doodle 4 Q391                      | 6 hüvelyk (15 cm)                           |                    |
| Micromax/YU            | Canvas 6                                  | 5,5 hüvelyk (14 cm)                         |                    |
| Micromax/YU            | Canvas 6 Pro                              | 5,5 hüvelyk (14 cm)                         |                    |
| Micromax/YU            | Canvas Mega 2                             | 6 hüvelyk (15 cm)                           |                    |
| Micromax/YU            | Canvas L A108                             | 5,5 hüvelyk (14 cm)                         |                    |
| Micromax/YU            | Canvas Xpress 2 E313                      | 6 hüvelyk (15 cm)                           |                    |
| Micromax/YU            | Q355                                      | 5,5 hüvelyk (14 cm)                         |                    |
| Micromax/YU            | Yureka                                    | 5,5 hüvelyk (14 cm)                         |                    |
| Micromax/YU            | Yureka Note                               | 6 hüvelyk (15 cm)                           |                    |
| Micromax/YU            | Ynicorn                                   | 5,5 hüvelyk (14 cm)                         |                    |
| Microsoft Mobile/Nokia | Lumia 1320                                | 6,0 hüvelyk (15 cm)                         | Windows Phone 8    |
| Microsoft Mobile/Nokia | Lumia 1520                                | 6,0 hüvelyk (15 cm)                         | Windows Phone 8    |
| Microsoft Mobile/Nokia | Lumia 640 XL                              | 5,7 hüvelyk (14 cm)                         | Windows Phone 8    |
| Microsoft Mobile/Nokia | Lumia 950 XL                              | 5,7 hüvelyk (14 cm)                         | Windows 10 mobile  |
| Motorola Mobility      | Moto X Play (Droid Maxx 2)                | 5,5 hüvelyk (14 cm)                         |                    |
| Motorola Mobility      | Moto X Style (Moto X Pure Edition)        | 5,7 hüvelyk (14 cm)                         |                    |
| Motorola Mobility      | Moto G4 Plus                              | 5,5 hüvelyk (14 cm)                         |                    |
| OnePlus                | OnePlus One                               | 5,46 hüvelyk (13,9 cm)                      | Android            |
| OnePlus                | OnePlus 2                                 | 5,5 hüvelyk (14 cm)                         | Android            |
| OnePlus                | OnePlus 3                                 | 5,5 hüvelyk (14 cm)                         | Android            |
| OnePlus                | OnePlus 3T                                | 5,5 hüvelyk (14 cm)                         | Android            |
| Oppo                   | Find 7                                    | 5,5 hüvelyk (14 cm)                         |                    |
| Oppo                   | N1                                        | 5,9 hüvelyk (15 cm)                         |                    |
| Oppo                   | N3                                        | 5,5 hüvelyk (14 cm)                         |                    |
| Oppo                   | R7 Plus                                   | 6,0 hüvelyk (15 cm)                         |                    |
| Oppo                   | R7s                                       | 5,5 hüvelyk (14 cm)                         |                    |
| Samsung Electronics    | Galaxy A7 (2015), A7 (2016) and A7 (2017) | 5,5 hüvelyk (14 cm) and 5,7 hüvelyk (14 cm) | Android            |
| Samsung Electronics    | Galaxy A8 (2016)                          | 5,7 hüvelyk (14 cm)                         | Android            |
| Samsung Electronics    | Galaxy A9 (2016) and A9 Pro (2016)        | 6 hüvelyk (15 cm)                           | Android            |
| Samsung Electronics    | Galaxy E7                                 | 5,5 hüvelyk (14 cm)                         | Android            |
| Samsung Electronics    | Galaxy J7                                 | 5,5 hüvelyk (14 cm)                         | Android            |
| Samsung Electronics    | Galaxy Mega                               | 5,7 hüvelyk (14 cm)                         | Android            |
| Samsung Electronics    | Galaxy Mega                               | 6,3 hüvelyk (16 cm)                         | Android            |
| Samsung Electronics    | Galaxy Mega 2                             | 6 hüvelyk (15 cm)                           | Android            |
| Samsung Electronics    | Galaxy Note (original)                    | 5,3 hüvelyk (13 cm)                         | Android            |
| Samsung Electronics    | Galaxy Note Edge                          | 5,6 hüvelyk (14 cm)                         | Android            |
| Samsung Electronics    | Galaxy Note II                            | 5,5 hüvelyk (14 cm)                         | Android            |
| Samsung Electronics    | Galaxy Note 3                             | 5,7 hüvelyk (14 cm)                         | Android            |
| Samsung Electronics    | Galaxy Note 3 Neo                         | 5,5 hüvelyk (14 cm)                         | Android            |
| Samsung Electronics    | Galaxy Note 4                             | 5,7 hüvelyk (14 cm)                         | Android            |
| Samsung Electronics    | Galaxy Note 5                             | 5,7 hüvelyk (14 cm)                         | Android            |
| Samsung Electronics    | Galaxy Note 7                             | 5,7 hüvelyk (14 cm)                         | Android            |
| Samsung Electronics    | Galaxy S6 Edge+                           | 5,7 hüvelyk (14 cm)                         | Android            |
| Samsung Electronics    | Galaxy S7 Edge                            | 5,5 hüvelyk (14 cm)                         | Android            |
| Samsung Electronics    | Galaxy S8                                 | 5,8 hüvelyk (15 cm)                         | Android            |
| Samsung Electronics    | Galaxy S8+                                | 6,2 hüvelyk (16 cm)                         | Android            |
| Sony Mobile            | Xperia C3                                 | 5,5 hüvelyk (14 cm)                         | Android            |
| Sony Mobile            | Xperia C4                                 | 5,5 hüvelyk (14 cm)                         | Android            |
| Sony Mobile            | Xperia C5 Ultra                           | 6,0 hüvelyk (15 cm)                         | Android            |
| Sony Mobile            | Xperia T2 Ultra                           | 6,0 hüvelyk (15 cm)                         | Android            |
| Sony Mobile            | Xperia Z Ultra                            | 6,4 hüvelyk (16 cm)                         | Android            |
| Sony Mobile            | Xperia Z5 Premium                         | 5,5 hüvelyk (14 cm)                         | Android            |
| Vodafone               | Smart 4 max                               | 6 hüvelyk (15 cm)                           |                    |
| Vodafone               | Smart ultra 6                             | 5,5 hüvelyk (14 cm)                         |                    |
| Vodafone               | Smart ultra 7                             | 5,5 hüvelyk (14 cm)                         |                    |
| Vodafone               | Smart platinum 7                          | 5,5 hüvelyk (14 cm)                         |                    |
| Xiaomi                 | Mi Mix                                    | 6,4 hüvelyk (16 cm)                         | Android            |
| Xiaomi                 | Mi Max                                    | 6,4 hüvelyk (16 cm)                         | Android            |
| Xiaomi                 | Mi Note                                   | 5,7 hüvelyk (14 cm)                         | Android            |
| Xiaomi                 | Mi Note Pro                               | 5,7 hüvelyk (14 cm)                         | Android            |
| Xiaomi                 | Redmi Note                                | 5,5 hüvelyk (14 cm)                         | Android            |
| Xiaomi                 | Redmi Note 2                              | 5,5 hüvelyk (14 cm)                         | Android            |